# 伊比亚萨
伊比亚萨是巴西南大河州的一个市镇。总面积350.87平方公里，总人口4681人，人口密度13.3人/平方公里。